# Winfried Zeller
Winfried Zeller (* 3. Juli 1911 in Friedenau; † 11. März 1982 in Marburg) war ein deutscher evangelischer Theologe, Kirchenhistoriker und Hochschullehrer.

## Leben
Nach dem Abitur am Gymnasium Berlin-Zehlendorf im Jahre 1930 studierte Winfried Zeller Evangelische Theologie, Philosophie und Musikwissenschaften an der Universität Berlin. Am 18. Februar 1939 legte er sein erstes theologisches Staatsexamen vor dem Evangelischen Konsistorium der Mark Brandenburg ab; am 14. Mai 1940 folgte hier das zweite theologische Staatsexamen. Am 15. Juli 1940 promovierte er im Fach Kirchengeschichte zum Dr. Theol. mit der Dissertation Die Schriften Valentin Weigels. Eine literarkritische Untersuchung.
In der Bethlehemskirche Berlin wurde er am 2. März 1941, während er schon Kriegsdienst in der Wehrmacht leisten musste, ordiniert. Er kam in Kriegsgefangenschaft und wurde am 21. Mai 1945 aus der Haft entlassen. Es folgte eine neunjährige Tätigkeit als Pfarrer in Kirchhain und bis zum Jahre 1959 in Michelbach. 1977 wurde Zeller emeritiert.

## Habilitation und Lehraufträge
Am 21. Juli 1943 wurde Zeller in der Theologischen Fakultät der Berliner Universität für das Fach Kirchengeschichte habilitiert. Im Februar 1946 wurde er an die Philipps-Universität Marburg umhabilitiert. Er nahm verschiedene Lehraufträge wahr:
- 1955–1976 Lehrauftrag für hessische Kirchengeschichte am Predigerseminar der Evangelischen Kirche von Kurhessen-Waldeck zu Hofgeismar
- 1957–1963 Lehrauftrag für Evangelische Theologie am Pädagogischen Institut Weilburg
- 1958–1960 Lehrauftrag für Kirchengeschichte an der Universität Frankfurt

1959 erhielt er eine außerplanmäßige Professur für Kirchengeschichte an der Universität Marburg; 1969 wurde er zum wissenschaftlichen Rat und Professor ernannt.

## Ehrungen
- 1951 Ehrenphilister des Marburger Wingolf
- 12. Juli 1972 Verleihung des Titels Dr. theol. h. c. der Kirchlichen Hochschule Berlin-Zehlendorf

## Schriften (Auswahl)
- Der Protestantismus des 17. Jahrhunderts. 1962
- Frömmigkeit in Hessen: Beiträge zur hessischen Kirchengeschichte. Elwert, Marburg 1970.
- Theologie und Frömmigkeit. Gesammelte Aufsätze (= Marburger Theologische Studien, Band 8 u. 15). Elwert, Marburg
  - Bd. 1. 1971, ISBN 3-7708-0401-5.
  - Bd. 2. 1978.
- Elisabeth von Thüringen. Kaffke, Frankfurt/Main 1978.